# Ricochet (gruppo musicale)
Ricochet è un gruppo musicale statunitense di musica country proveniente dall'Oklahoma.
La band è stata fondata nel 1993 dai fratelli Jeff Bryant (batteria, voce) e Junior Bryant (violino, mandolino, voce), insieme a Heath Wright (voce, chitarra solista, violino), Greg Cook (basso, voce), Teddy Carr (steel guitar, dobro) ed Eddie Kilgallon (tastiere, chitarra ritmica, sassofono, voce).
Dopo due anni di esibizioni in tutto il sud degli Stati Uniti, i Ricochet hanno firmato un contratto discografico con la Columbia Records nel 1995.

## Discografia

### Album
- 1996 - Ricochet
- 1997 - Blink of an Eye
- 2000 - What You Leave Behind
- 2004 - The Live Album
- 2008 - Ricochet Reloaded — Hits/Plus
- 2012 - Ricochet 15 Years of Hits and Counting

### Singoli
- 1995 - What Do I Know
- 1996 - Daddy's Money
- 1996 - Love Is Stronger Than Pride
- 1997 - Ease My Troubled Mind
- 1997 - He Left a Lot to Be Desired
- 1997 - Blink of an Eye
- 1998 - Connected at the Heart
- 1998 - Honky Tonk Baby
- 1998 - Can't Stop Thinkin' 'Bout That
- 1999 - Seven Bridges Road
- 2000 - Do I Love You Enough
- 2000 - She's Gone
- 2001 - Freedom Isn't Free
- 2008 - I Had to Be Me
- 2009 - Feel Like Fallin'